# Răzvan Marin
Răzvan Gabriel Marin (* 23. Mai 1996 in Bukarest) ist ein rumänischer Fußballspieler. Der offensive Mittelfeldspieler steht beim Cagliari Calcio unter Vertrag.

## Karriere

### Vereine
Marin wechselte im Sommer 2013 aus der Fußballschule von Gheorghe Hagi zum angeschlossenen Verein FC Viitorul Constanța, der seinerzeit in der Liga 1 spielte. Dort kam er in seiner ersten Spielzeit nur selten zum Zuge und stand einmal in der Startelf. In der Rückrunde 2014/15 kam er häufiger zum Einsatz und wechselte meist zwischen Anfangsformation und Ersatzbank. In der Saison 2016/17 wurde er zur Stammkraft im Mittelfeld.
Im April 2019 wurde der Wechsel von Marin ab der Saison 2019/20 zu Ajax Amsterdam bekannt gegeben. Dort absolvierte er 10 Spiele in der Liga, schaffte es jedoch zu keinem Torerfolg.
Im Sommer 2020 wurde er an den italienischen Verein Cagliari Calcio ausgeliehen, um dann am Ende der Saison, dank der im Leihvertrag verfügbaren Kaufoption, von den Sarden fest verpflichtet zu werden. Die Ablösesumme betrug 10 Millionen Euro und sein Vertrag bei Cagliari Calcio läuft bis 2025.
Zur Saison 2022/23 wechselte Marin auf Leihbasis zum FC Empoli. Die Leihe wurde im Juni 2023 um ein weiteres Jahr verlängert. Nach zwei Jahren und 65 Pflichtspielen für Empoli kehrte Marin im Sommer 2024 nach Cagliari zurück.

### Nationalmannschaft
Marin wurde Ende August 2016 erstmals in den Kreis der rumänischen Nationalmannschaft berufen, kam aber nicht zum Einsatz. Beim WM-Qualifikationsspiel gegen Armenien am 8. Oktober 2016 bestritt er sein erstes Länderspiel und erzielte das Tor zum 3:0. Seitdem gehört er zur Stammformation von Nationaltrainer Christoph Daum.

## Sonstiges
Răzvan Marin ist der Sohn des ehemaligen Fußball-Nationalspielers Petre Marin (* 1973).

## Erfolge
Standard Lüttich
- Belgischer Pokalsieger: 2018
- Belgischer Vizemeister: 2018

Ajax Amsterdam
- Niederländischer Supercupsieger: 2019